# Albert Octave Etévé

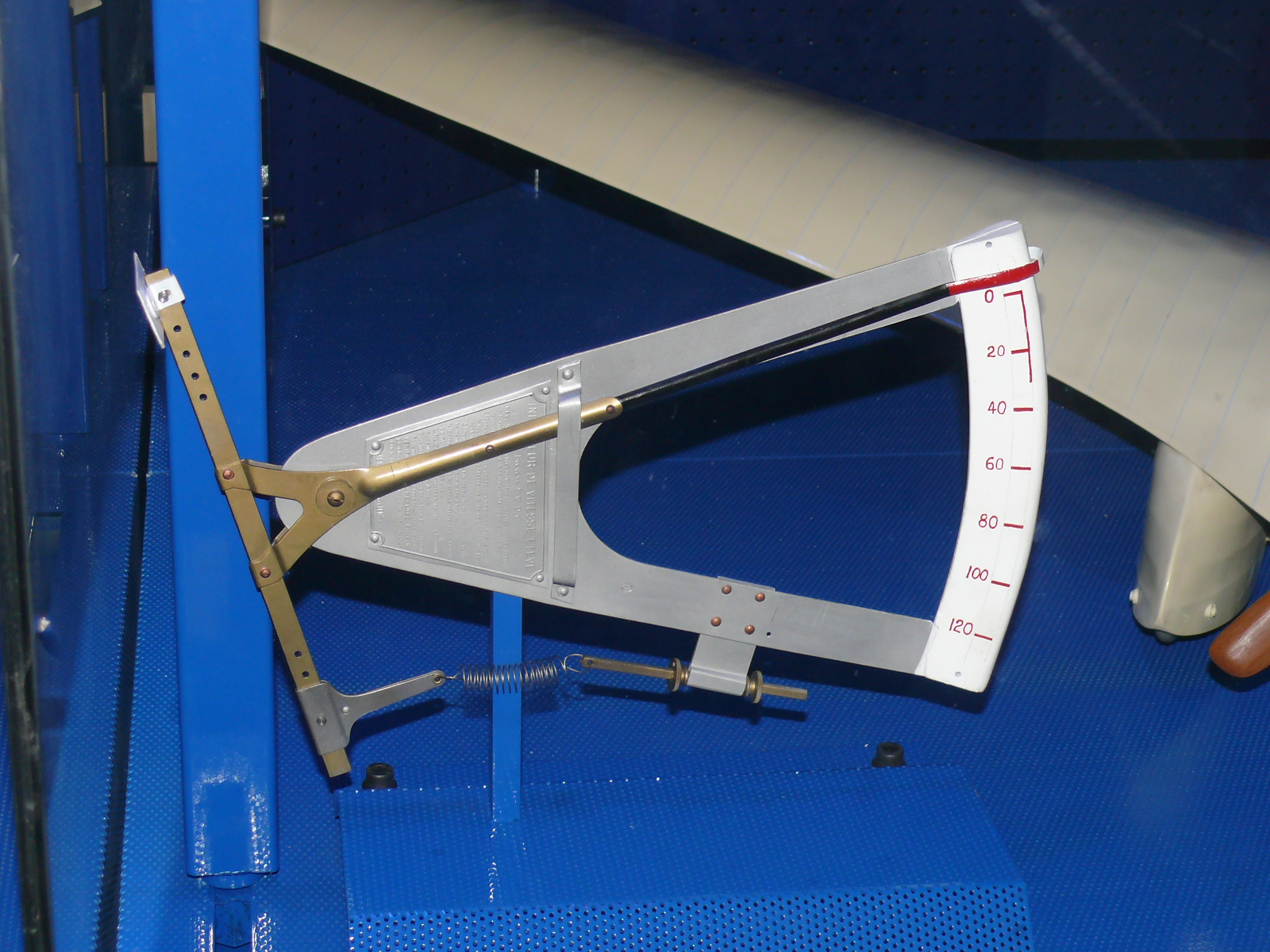
Fahrtmesser nach Etévé

Albert Octave Etévé (* 24. Mai 1880 in Paris; † 18. April 1976) war ein französischer Luftfahrtpionier.
Etévé interessierte sich früh für die Luftfahrt. 1906 wurde er der damaligen Aérostation zugeteilt, wo er 1907 seinen Führerschein zunächst für Freiballone und später auch für lenkbare Luftschiffe erwarb. 1908 zum Capitaine (Hauptmann) befördert, ließ er sich zum Institut nach Chalais-Meudon versetzen, wo er Zugang zum neuen Motorflug bekam. Nach Schulung auf dem ersten nach Frankreich für die Armee gelieferten Wright Doppeldecker legte er darauf seine Prüfung ab und erhielt im Februar 1910 die französische Pilotenlizenz Nr. 89. Die dabei festgestellten Schwächen und Unzulänglichkeiten des Flugzeugs wecken seine technische Begabung. Im Streben nach mehr Flugstabilität entwickelte er einen Flugstabilisator und 1911 einen Stauscheibenfahrtmesser, der dann bis zum Aufkommen der anemometrischen Fahrtmessung nach Raoul Badin zur Standardausrüstung aller französischen Flugzeuge wurde. 
Bis 1914 war er Leiter der französischen Militärflugschule in Versailles. Sein Vorgesetzter, General Pierre Auguste Roques, bescheinigte ihm in dieser Zeit, ebenso ein ausgezeichneter Offizier, wie bemerkenswerter Pilot und hervorragender Ingenieur zu sein. Danach wurde er Chef des Wartungs- und Instandhaltungdienstes, außerdem beauftragt mit der Überwachung der Arbeiten bei den Herstellerbetrieben, so weit es sich um Serienflugzeuge und Prototypen handelte. In dieser Zeit konstruierte er eine Drehlafette für ein Abwehr-Maschinengewehr, System Etévé, die sowohl von den französischen wie auch von den alliierten Flugzeugen während des Ersten Weltkrieges benutzt wurde. Von 1916 bis 1918 fielen dann die Neuentwicklungen in seine Zuständigkeit. 1925, bei der Gründung des Ingenieurcorps, war er der für dessen Zusammenwachsen Verantwortliche. 1935 zum Generalinspekteur der Luftstreitkräfte ernannt, bemüht er sich weiter besonders um die ständige Verbesserung der Bewaffnung.